# Dějiny Afriky
Dějiny Afriky jsou staré jako dějiny lidstva. Začínají vznikem hominidů a archaických lidí, pokračují do doby před 350 až 260 tisíci lety, kdy se objevili první zástupci Homo sapiens a bez přerušení pokračují jako mozaika různorodých společenských a státních útvarů až do 21. století. Nejstarší známá zaznamenaná historie sahá do Starověkého Egypta později také do Núbie, Sahelu, Maghrebu a Afrického rohu.
Po desertifikaci Sahary se dějiny severní Afriky propletly s dějinami Středního východu a jižní Evropy. Ve střední Africe se v 1. tisíciletí př. n. l. přes většinu subsaharské oblasti přehnala expanze Bantuů, která směřovala z území dnešního Kamerunu. Sjednotila tak jazyk používaný ve velké části střední a jižní Afriky.
Ve středověku se z Arábie rozšířil na západ do Egypta islám, jehož šíření pokračovalo do Maghrebu a sahelské oblasti. Mezi největší předkoloniální státní útvary v Africe patřily například Říše Ajuuraan, království D'mt, Adalský sultanát, Alódie, Buganda, nocká kultura, Malijská říše, Songhajská říše, Beninská říše, Říše Oyo, Ašantská říše, Ghanská říše, Mossijská království, království Mutapa, království Mapungubwe, Sennarský sultanát, Konžské království a další. Na svém vrcholu před příchodem evropských kolonistů existovalo na africkém kontinentu odhadem více než deset tisíc různých státních a autonomních skupin s odlišnými zvyky i jazykem.
Od konce 15. století se Evropané zapojili do obchodu s otroky. Otroci ze západní, střední a jižní Afriky byli dopravováni do zámoří. Kolonizace Afriky během tzv. závodu o Afriku rychle postupovala a z přibližně 10 % v roce 1870 dosáhla na 90 % v roce 1914. Po vlně bojů za nezávislost a také kvůli oslabené pozici evropských mocností po druhé světové válce došlo k dekolonizaci Afriky, která vyvrcholila v roce 1960, který je znám jako Rok Afriky.

## Pravěk
Před 30 miliony let žil v oblasti dnešního města Fajjúm v Egyptě předek člověka pojmenovaný Aegyptopithecus. Zhruba před 6 až 8 miliony let se na území Afriky oddělila vývojová větev moderních šimpanzů (Panina) a lidí (Hominina). Mezi první příslušníky samostatné lidské vývojové linie po oddělení od předků šimpanzů by mohly patřit rody Sahelanthropus, Orrorin a Ardipithecus, jejichž zástupci byli nalezeni v Čadu, Keni a Etiopii. Před 4,2 až 1,3 miliony let pak obývaly východní, střední i jižní Afriku různé druhy rodu Australopithecus a zhruba před 2,5 miliony let se objevili i první zástupci rodu Homo.

### Paleolit

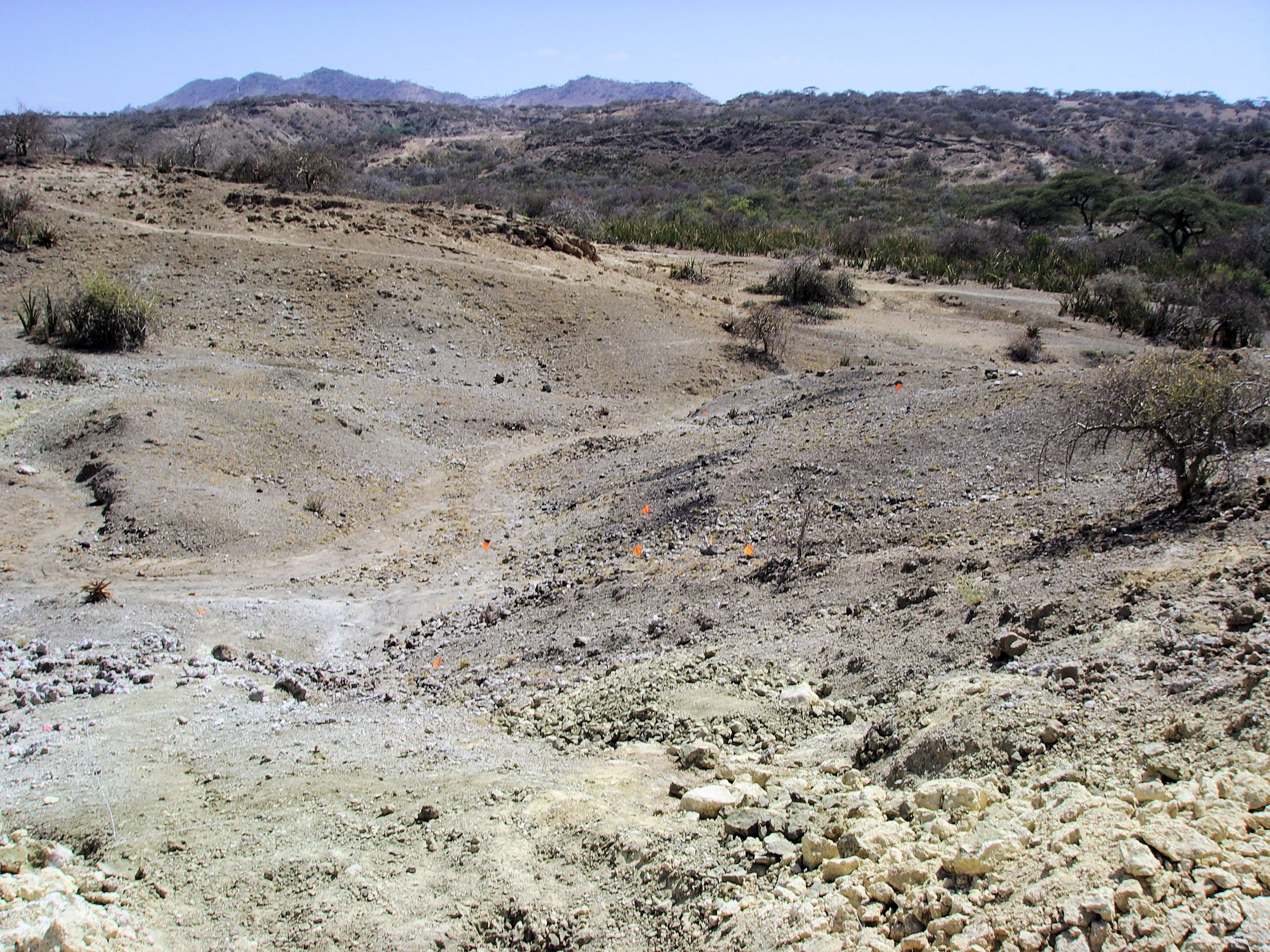
Olduvai

První známí hominidé se vyvinuli v Africe. Podle paleontologie byla anatomie lebky raných hominidů podobná anatomii lebky goril a šimpanzů, tedy dalších velkých lidoopů, kteří se také vyvinuli v Africe. Avšak od nich se hominidi lišili tím, že si osvojili bipední způsob pohybu, který jim umožnil používat horní končetiny k jiným účelům než k chůzi. To jim poskytlo zásadní výhodu a umožnilo jim osídlit jak zalesněné oblasti tak otevřenou savanu v době, kdy Afrika vysychala a savana se začala rozšiřovat i do zalesněných oblastí. K tomuto mělo dojít před 5 až 10 miliony let. Tato tvrzení jsou však kontroverzní, protože podle biologů a genetiků se Homo sapiens objevuje posledních 70 až 200 tisíc let. Před 4 miliony let se v jižní, východní a střední Africe vyvinulo několik druhů rodu Australopithecus. Ti již používali i vyráběli jednoduché nástroje. Obstarávali si také maso a stravovali se jako všežravci.
Přibližně před 3,3 miliony let byly primitivní kamenné nástroje poprvé použity při zpracování kořisti ulovené jinými predátory a k získání potravy z mršin a také morku z jejich kostí. Při lovu Homo habilis pravděpodobně nebyl schopen konkurovat velkým predátorům a stále byl spíše kořistí než lovcem. Pravděpodobně kradl vajíčka z hnízd a možná dokázal ulovit drobnou zvěř a oslabit větší kořist, zejména mláďata a staré kusy. S Homo habilis je spojována archeologická kultura Oldovan nazvaná podle rokle Oldvuai v severní Tanzanii.
Z období před přibližně 2 miliony let pochází nález lebky připisovaný druhu Homo rudolfensis. Na tento druh však mezi vědci nepanují jednotné názory. Kromě lebky nebyly k tomu druhu přiřazeny žádné další kosterní pozůstatky, a tak odborná veřejnost vede diskuzi o jeho generické klasifikaci a platnosti a v této otázce nebylo dosaženo širokého konsensu. Část doporučuje zařazení tohoto druhu k rodu Australopithecus jiní k rodu Kenyanthropus a další jej považují za synonymum či poddruh Homo habilis.
Přibližně před 1,8 miliony let se poprvé objevil v afrických fosilních záznamech Homo ergaster. Z něho se přibližně před 1,5 miliony let vyvinul Homo erectus. Někteří z raných zástupců těchto druhů měli stále poměrně malé mozkovny a používali primitivní kamenné nástroje podobně jako Homo habilis. Mozek se postupně zvětšoval a Homo erectus nakonec vyvinul složitější technologii kamenných nástrojů zvanou acheuléen. Zástupci tohoto druhu byli pravděpodobně prvními lovci, naučili se rozdělávat oheň a byli prvními hominidy, kteří se rozšířili mimo africký kontinent. Osídlili většinu Eurafrasie a možná se z něj později vyvinul i Homo floresiensis. Mezi vědci se objevily názory, že prvním dominantním hominidem, který opustil Afriku, byl Homo georgicus. Ten je však většinou vědců považován za ranou formu Homo erectus.

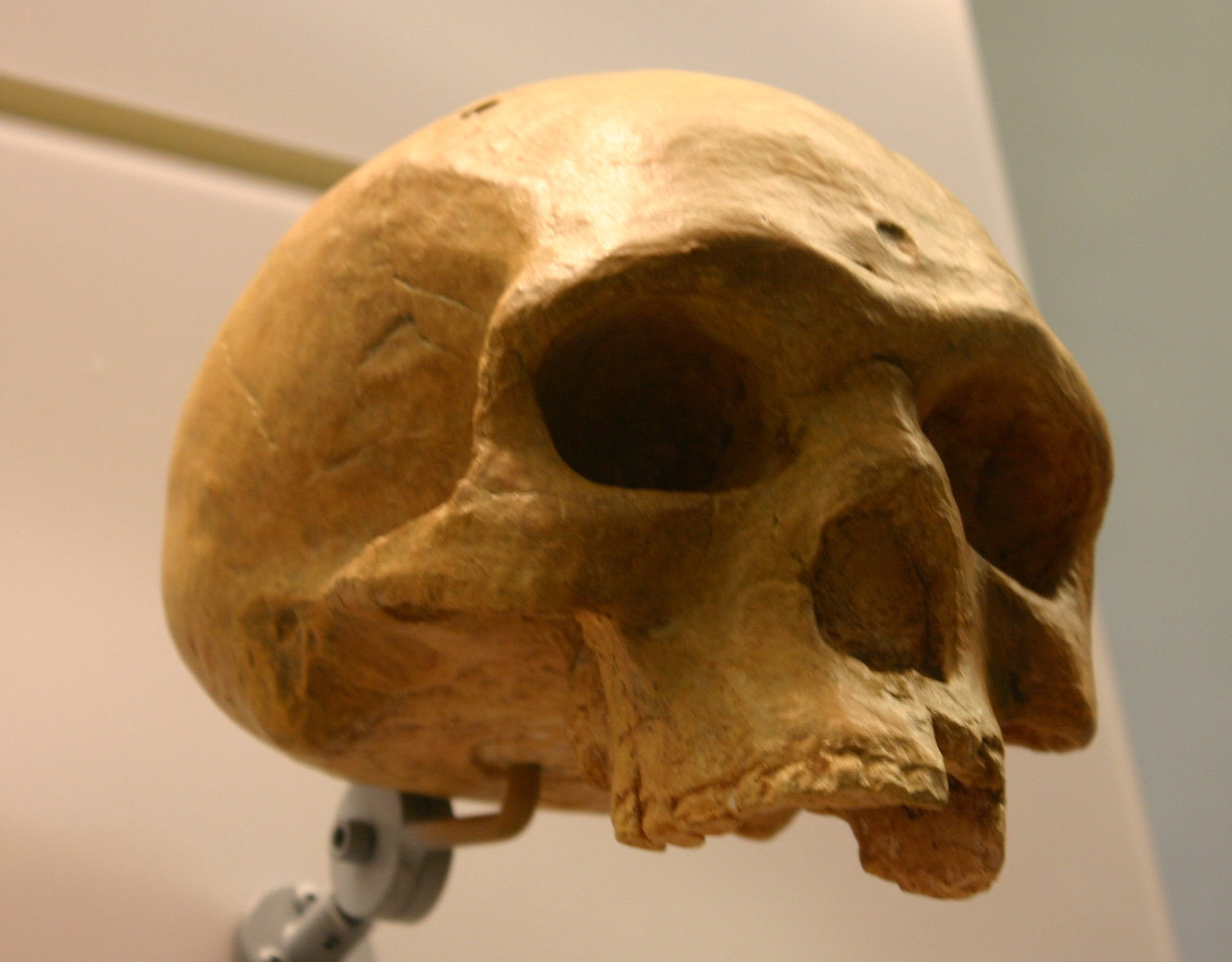
Lebka z Florisbadu

Podle fosilního záznamu se druh Homo sapiens objevili v Africe přibližně před 350 až 260 tisíci lety. Mezi nejstarší známé zkameněliny tohoto druhu patří nálezy z lokality Jebel Irhoud v Maroku staré asi 300 až 315 tisíc let, úlomek lebky z Florisbadu v Jihoafrické republice starý asi 260 tisíc let a nálezy z lokality Omo Kibish v Etiopii staré asi 200 tisíc let. Na základě těchto nálezů vědci odhadují že Homo sapiens mohl vzniknout před 350 až 260 tisíci lety sloučením populací z východní a jižní Afriky.
Nejranější důkazy o behaviorální modernitě jsou datovány do africké středí doby kamenné. Behaviorální modernita je spojována se vznikem Homo sapiens a s jeho ranou formou. Z tohoto období byly v Africe nalezeny důkazy abstraktního myšlení, rozšíření strategie získávání potravy a další „moderní“ chování pocházející zejména z jižní, severní a východní části Afriky. Například jeskyně Blombos v Jihoafrické republice je známá nálezem obdélných okrových desek s vyrytými geometrickými vzory. Podle několika datovacích technik bylo jejich stáří určeno na 75 až 100 tisíc let. Nádoby ze skořápek pštrosího vejce s vyrytými geometrickými vzory staré 55 až 65 tisíc let byly objeveny na archeologickém nalezišti Diepkloof rock shelter v Jihoafrické republice. Korálky a další osobní ozdoby staré až 130 tisíc let byly nalezeny v Maroku. Řada korálků stará okolo 75 tisíc let byla objevena i v jeskyni Blombos.
Specializované projektilové zbraně byly nalezeny na různých místech Afriky a jsou datované do střední doby kamenné. V jihoafrických lokalitách, jako jeskyně Sibudu, byly nalezeny kostěné a kamenné hroty šípů. V Sibudu byla objevena také raná kostěná jehla. Tyto nálezy jsou staré 60 až 70 tisíc let. Z naleziště Katanda pochází kostěná harpuna stará asi 90 tisíc let. Existují také důkazy staré přibližně 164 tisíc let o systematickém tepelném zpracování křemičitého kamene pro zvýšení jeho schopnosti tvořit úštěpy. Tyto stopy byly nalezeny v jihoafrické lokalitě Pinnacle Point, kde se také před asi 72 tisíci let běžně vyráběly mikrolity. Rané projektilové zbraně měly kamenné hroty a jednalo se o charakteristický nástroj Homo sapiens. Kamenné hroty oštěpů nebo vrhacích kopí byly objeveny v roce 2013 také na etiopském nalezišti Gademotta a jsou staré přibližně 279 tisíc let.

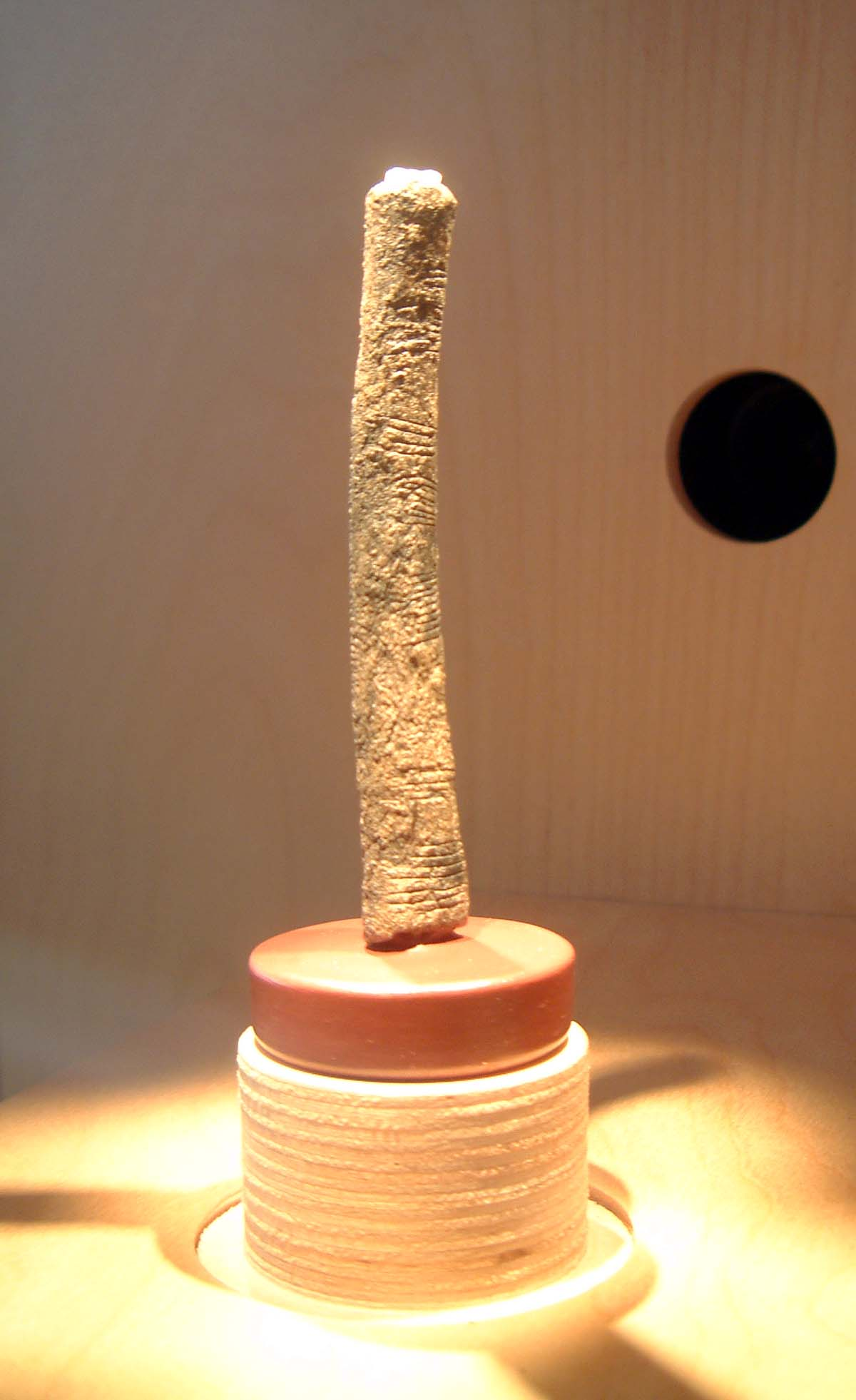
Kost z Ishanga

V roce 2008 byla v jeskyni Blombos nalezena dílna na výrobu okrové barvy stará asi 100 tisíc let. Podle provedené analýzy byla ve dvou velkých mušlích vyráběna a skladována zkapalněná směs bohatá na pigment. Analýza také prokázala, že k výrobě byl používán okr, dřevěné uhlí, kost, brusné kameny a otloukače. Dochované důkazy svědčí o mentálním procesu, kterým se výrobci řídili, neboť získávali a kombinovali suroviny z různých zdrojů. Také svědčí o používání pyrotechnologie k usnadnění extrakce tuku z kosti, pravděpodobné používání receptu na výrobu sloučeniny a používání mušlí pro míchání a skladování suroviny pro další použití. Moderní chování, jako je výroba kostěných nástrojů a šípů a používání okrového pigmentu je na území Keni doloženo z období před 67 až 78 tisíci lety.
Rozšiřování existenčních strategií například o lov velké zvěře a následná rozmanitost typů používaných nástrojů patří mezi znaky behaviorální modernity. Na řadě jihoafrických nalezišť bylo prokázáno, že se rané společnosti spoléhaly na vodní zdroje, kde získávaly měkkýše a ryby. Zejména v Pinnacle Point jsou doklady o využívání mořských zdrojů již před 120 tisíci lety, možná v reakci na sušší podmínky ve vnitrozemí. Vybudování závislosti na předvídatelných zdrojích měkkýšů mohlo například vést ke snížení mobility a umožnit vznik složitého sociálního systému a symbolického chování. Důkazy o rybolovu byly objeveny i v jeskyni Blombos či na lokalitě Site 440 v Súdánu. Tafonomické změny na rybích kostech z jeskyně Blombos byly interpretovány jako odchyt živých ryb, který byl zjevně záměrným lidským chováním.
V roce 2018 byly na keňské lokalitě v Olorgesailie nalezeny stopy po rané behaviorální modernitě datované do období před zhruba 320 tisíci lety. Byly zde nalezeny doklady o dálkovém obchodu například s obsidiánem či o používání pigmentu. Tyto důkazy jsou přibližně stejně staré jako nejstarší známé fosilie Homo sapiens. V roce 2019 byly v Adoumě v Etiopii nalezeny další důkazy o raných komplexních projektilových zbraních starých 80 až 100 tisíc let.
Před asi 50 až 65 tisíci lety expanzí Homo sapiens započala kolonizace planety moderními lidmi. Do roku 10 000 př. n. l. se Homo sapiens rozšířil téměř do všech částí Eurafrasie. Jeho rozšíření je doloženo lingvistickými, kulturními a genetickými důkazy. Nejčasnějším fyzickým důkazem astronomické aktivity je pravděpodobně lunární kalendář nacházející se na kosti z Ishanga. Tato kost je datovaná do období mezi lety 23 000 až 18 000 př. n. l. a objevena byla na území Konžské demokratické republiky. Původně vědci předpokládali, že válčení během většiny pravěké historie lidstva neexistovalo a vzešlo až ze složitějších politických systémů v důsledku sedentismu, zemědělství ja podobně. Ovšem nález ostatků 27 jedinců, kteří zemřeli v důsledku úmyslného útoku jiné skupiny přibližně před 10 tisíci lety a byly objeveny na lokalitě Nataruk v Keni naznačují, že historie mezilidských konfliktů je mnohem delší.

### Vznik zemědělství a desertifikace Sahary
Okolo roku 16 000 př. n. l. se lidé z oblasti Etbaj živili sbíráním ořechů, trávy a hlíz. Mezi lety 13 000 až 11 000 př. n. l. začali lidé sbírat divoké obilniny. Tato činnost se rozšířila do západní Asie, kde lidé domestikovali pšenici a ječmen. V letech 10 000 až 8 000 př. n. l. se v severovýchodní Africe pěstovala pšenice a ječmen a chovaly se ovce a hovězí dobytek z jihozápadní Asie. Fáze mokrého klima v Africe vytvořila z Etiopské vysočiny horský les. Lidé z omotské jazykové skupiny domestikovali v letech 6 500 až 5 500 př. n. l. rostliny z rodu Ensete. Okolo roku 7 000 př. n. l. obyvatelé Etiopské vysočiny domestikovali osla a kolem roku 4 000 př. n. l. se domestikovaný osel rozšířil do jihozápadní Asie. Lidé hovořící kušitskými jazyky se částečně odvrátili od pastevectví a mezi lety 5 500 až 3 500 př. n. l. domestikovali dva druhy z čeledi lipnicovitých Eragrostis tef a Eleusine coracana.
Během 11. tisíciletí př. n. l. byla vynalezena v Africe keramika a nejstarší její nálezy pochází přibližně z roku 9 400 př. n. l. z centrálního Mali. Brzy se rozšířila po celé jižní Sahaře a Sahelu. Ve stepích a savanách Sahary a Sahelu v severozápadní Africe lidé mluvící nilosaharskými a mandejskými jazyky začali mezi lety 8 000 až 6 000 př. n. l. sbírat a domestikovat divoké proso, Oryza glaberrima a čirok. Později byly sbírány a domestikovány i tykve, vodní melouny, skořec obecný a bavlna. Začali také odchytávat divoký dobytek a drželi jej v kruhových výbězích a postupně jej domestikovali. Také vyráběli keramiku a stavěli kamenná sídliště nalezená například v částečně opuštěné vesnici Tichit nebo v městečku Oualata. Obě tyto lokality leží v Mauritánii. Hlavní činností lidí žijících u mnoha vodních toků a jezer, která vznikala následkem zvýšeného množství srážek se stalo rybaření. Lidé k němu tehdy používali harpuny s kostěným hrotem.
V západní Africe toto období zvýšeného množství srážek vedlo k rozšíření plochy pokryté deštným pralesem a zalesněnou savanou od Senegalu po Kamerun. V letech 9 000 až 5 000 př. n. l. lidé mluvící nigerokonžskými jazyky domestikovali palmu olejnou a rafii. Byly také domestikovány fazole černé oko a rod z čeledi bobovitých Vigna. Následně byla domestikována i okra a kolový ořech. Většinu jižní Afriky obsadili Pygmejové a Khoisanové, kteří se zabývali lovem a sběrem. Jsou také autory některých z nejstarších příkladů skalního umění.
V oblasti Sahary se po tisíce let střídala období pouští s obdobími savan. Toto střídání bylo způsobeno změnami precese zemské osy, při otáčení kolem Slunce, což měnilo polohu severoafrického monzunu. Když je severoafrický monzum nejsilnější, roční srážky a následná vegetace v oblasti Sahary narůstá, což má za následek vznik tzv. „zelené Sahary“. U relativně slabého severoafrického monzunu je situace opačná. Snížení ročních srážek a méně vegetace má za následek fázi saharského cyklu známého jako „pouštní Sahara“. Podle tohoto cyklu je Sahara posledních několik tisíc let pouští a za přibližně 15 tisíc let by se měla opět zazelenat.
Těsně před desertifikací Sahary byli lidé obývající oblasti ležící jižně od Egypta v oblastní Súdánu plnohodnotnými účastníky neolitické revoluce a žili usedlým až polokočovným způsobem života s využíváním domestikovaných rostlin a zvířat. Předpokládá se, že megality nalezené v Nabta Playa jsou příklady prvních známých archeoastronomických zařízení na světě, která jsou zhruba o tisíc let starší než Stonehenge. Sociokulturní složitost pozorovaná v Nabta Playa a vyjádřená různými úrovněmi autority ve společnosti mohla dát základ pro vznik struktury neolitické společnosti jak v Nabtě tak ve staroegyptské Staré říši. Do roku 5 000 př. n. l. se Afrika dostala do suché fáze a oblast Sahary postupně vysychala. Populace se přesouvala ze saharské oblasti všemi směry, a to i k údolí Nilu do oblasti pod druhým nilským kataraktem, kde se trvale nebo polokočovně usadila. Došlo k velké klimatické recesi, která zmírnila silné a vytrvalé deště ve střední a východní Africe.

### Metalurgie
Rané důkazy o tavbě kovů, a to olova, mědi či bronzu, pochází ze 4. tisíciletí př. n. l. Egypťané tavili měď již v předdynastickém období a bronz se v Egyptě a Núbii začal používat nejpozději kolem roku 3 000 př. n. l. Núbie se v té době stala hlavním zdrojem mědi a zlata. V předdynastické době se v Egyptě zpracovávalo i zlato a stříbro. Nezávisle na vývoji v údolí Nilu také lidé z pohoří Aïr v Nigeru tavili v letech 3 000 až 2 500 př. n. l. měď. Používali metodu, která je jedinečná pro tento region, což nasvědčuje, že nebyla donesena zvenčí. Kolem roku 1 500 př. n. l. byla tato metoda zdokonalena.
V 1. tisíciletí př. n. l. dosáhlo zpracování železa do oblasti severozápadní Afriky, do Egypta i Núbie. Zangato a Holl zdokumentovali ve své práci důkazy o zpracování železa ve Středoafrické republice a v Kamerunu, které mohou být datovány do období mezi lety 3 000 až 2 500 př. n. l. Asyřané používající železné zbraně vytlačili Núbijce z Egypta v roce 670 př. n. l. Poté se v údolí Nilu rozšířilo používání železa.
Zpracování železa v západní Africe se datuje do období kolem roku 2 500 př. n. l. Nálezy pochází z oblasti Egaro ležící západně od nigerského Termitu. Do období okolo roku 2 000 př. n. l. bylo datováno zpracování železa v jihovýchodní Nigérii. Doklady o zpracování železa ve střední Africe se datují do 3. tisíciletí př. n. l. Znalost zpracování železa v oblasti mezi Čadským jezerem a Velkými africkými jezery se vyvinula mezi lety 1 000 až 600 př. n. l. V západní Africe se začalo železo zpracovávat okolo roku 2 000 př. n. l. V nocké kultuře se zpracování železa objevuje nejpozději v 6. století př. n. l. Archeologické lokality s nálezem tavicích pecí a strusky byly objeveny v oblasti Nsukka v jihovýchodní Nigérii. Z lokality Lejja jsou datována do období kolem roku 2 000 př. n. l. a v místě Opi do období okolo roku 750 př. n. l.

## Starověk (5 000 př. n. l. – 500 n. l.)

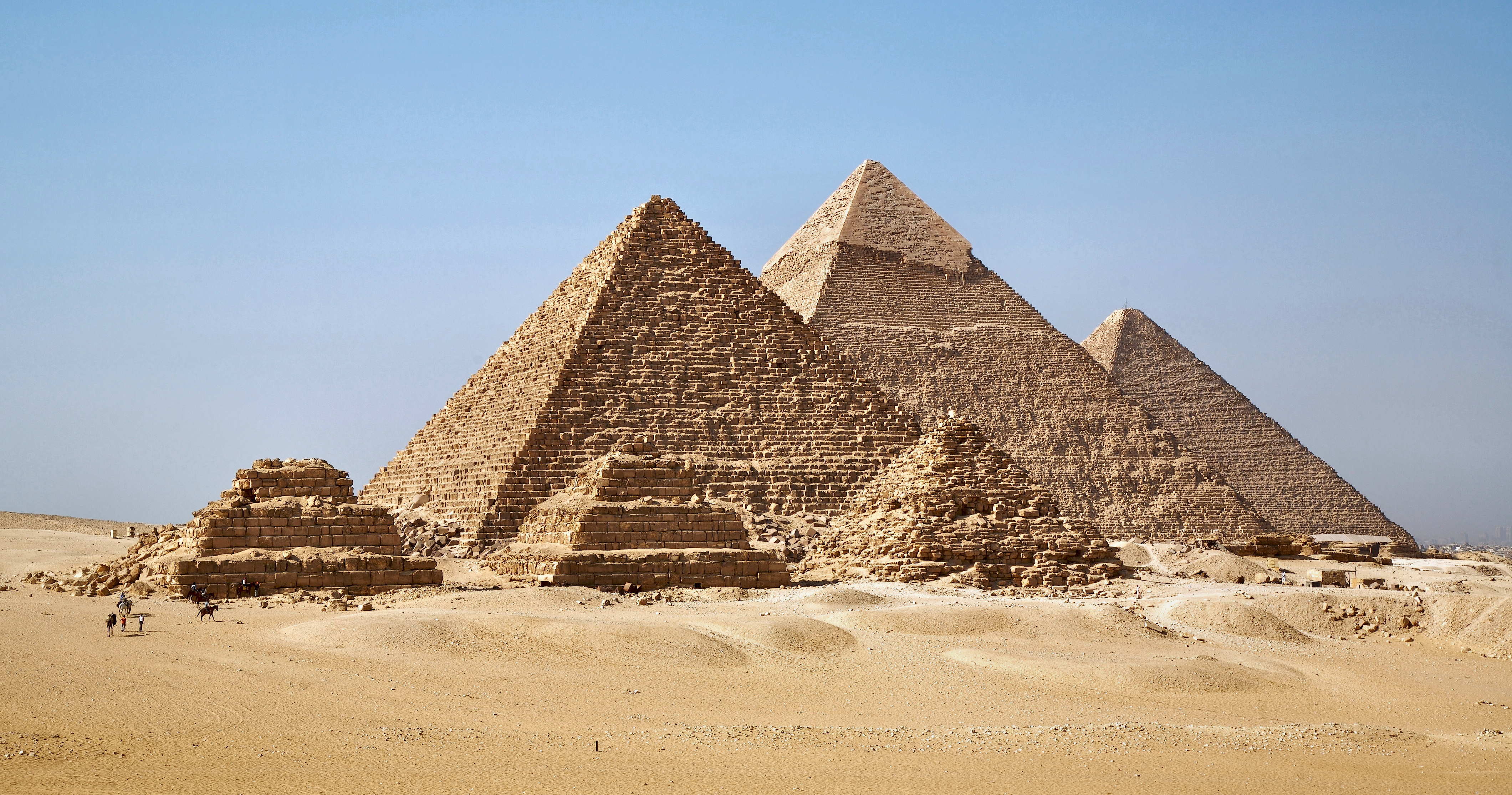
Pyramidy v Egyptě

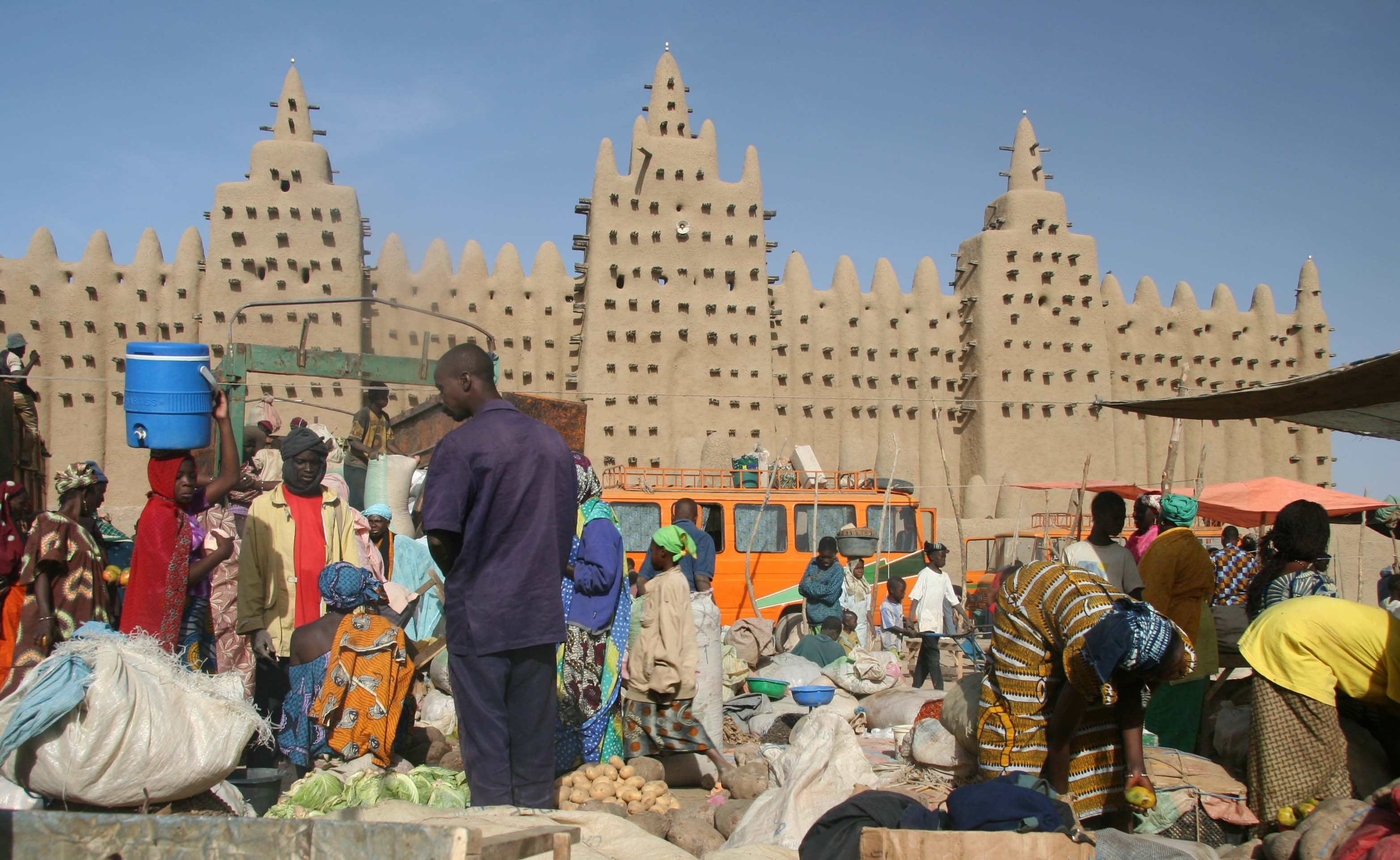
Velká mešita v Djenné na transsaharské obchodní cestě

Ve starověku se civilizace rozvíjely především na území severní Afriky a byly výrazně propojeny se starověkým Orientem. To platilo především pro říše Núbie (města Meroe, Napata, Kerma) a starověký Egypt. Nejmocnější říší byl Egypt, který existoval s proměnlivým vlivem na tehdejší civilizace od období 3300 př. n. l. až do roku 343 př. n. l. Egypt byl první státní formou na území Afriky. Jeho základy byly položeny na území Horního Egypta, kde bylo založeno Cenejské království, které dobylo území Dolního Egypta a vytvořilo ucelený státní útvar. Ve 3. tisíciletí př. n. l. navázal Egypt obchodní spojení s východoafrickou zemí Punt.
Během období řecké kolonizace (7. stol. př. n. l.) vznikly na území severní Afriky kolonie, například Naukratis, Kyréna nebo Apollonia. Tyto kolonie daly vzniknout oblasti Kyrenaika (část dnešní Libye). V severozápadní části Afriky vznikaly městské státy Féničanů, jako například Kartágo. Pozdější civilizací bylo i východoafrické Aksumské království, které ve 4. století n. l. přijalo křesťanství, jako první africký stát. V 6. století n. l. křesťanství přijala i etnika žijící v Núbii (koptové a etiopové) a jejich víra dala vzniknout koptské církvi a etiopské církvi.
Od roku 146 př. n. l. byla území Egypta a přímořské severní Afriky (berberské království Numidie, Kartágo či území kmene Libu) postupně dobyta Římany a vznikla římská provincie Afrika. V 5. století n. l. se toto území stalo provincií Byzantské říše a v 7. století důsledkem islámské expanze provincií Arabské říše (zatímco Egypt byl Araby dobyt již roku 641, Maghreb až kolem roku 690).
Na území Sahelu vznikla města Tichit (Dhar Tichitt) a Walata, jako zakládající centra obchodní transsaharské cesty. Město Tichit bylo později (ve 4. stol. n. l.) začleněno do Ghanské říše. Okolo roku 300 př. n. l. bylo založeno město Djenné.
Území subsaharské Afriky bylo v tomto období civilizačně velice rozvinuté a od roku 300 n. l. zde začaly vznikat státní útvary počínaje říší Wagadu. Zpracování železa, bylo známo již od 6. stol. př. n. l. kultuře Nok. Současné archeologické výzkumy naznačují, že zpracování železa bylo v oblasti subsahaské Afriky známo již od 1000 př. n. l. Ve starověku také začala migrace proto Bantuů a později Bantuů na území západní a jižní Afriky.

## Období samostatného vývoje
V období od zhruba 500 n. l. do 1500 n. l. lze mluvit o samostatném vývoji Afriky či o africkém středověku. V severní Africe se reformovaly staré říše a vzniklo například Etiopské císařství (12. století). V 7. století došlo k masivní arabské migraci do severní Afriky a mezi 7. a 9. stoletím jižně podél Rudého moře. Důsledkem islámské expanze došlo v Egyptě a Núbii k rychlé arabizaci, ale jen k pozvolné islamizaci. V Maghrebu byl postup Arabů pomalejší a docházelo zde naopak k rychlé islamizaci, ale pomalé arabizaci. Berbeři dlouho odmítali arabskou nadvládu a v 11. století dynastie Almorávidů zcela ovládla západní část severní Afriky (dnešní Maroko a jih Španělska). Po nich nastoupily další berberské dynastie Almohadové, Marínovci, Vattásovci. Arabové se v této oblasti dostali k moci až v 16. století s nástupem dynastie Saadů (po nich již nastoupili Alaouite, kteří vládnou Maroku dodnes. Od 10. století se ze západu severní Afriky (jejich hlavním městem bylo Mahdia, ležící v dnešním Tunisku) rozpínal arabský Fátimovský chalífát (vyznávající učení Ismá'ílíja), který postupně ovládl severní Afriku, Levantu a Hidžáz. Ve 12. století se nadvlády nad severní Afrikou znovu chopili blízkovýchodní Arabové pod velením kurdské dynastie Ajjúbovců a ve 13. století byl ustaven Mamlúcký sultanát. Mezi 13. a 14. století proběhla druhá vlna arabské migrace, tentokrát na území dnešních států Súdán a Čad. V 15. a 16. století severní Afriku dobyli Osmané.
V této historické etapě vznikla na území subsaharské Afriky celá řadě nových státních útvarů. Epicentra zrodů států v subsaharské Africe lze seřadit do pěti oblastí: 1) Oblast dnešního Súdánu, Sahelu a Senegalu (Ghanská říše (rozmach v 6. stol.), říše Kanem (9. stol.), říše Tekrúr (9. stol.), říše Mali (11. stol.), Songhajská říše (15. stol.), říše Bagírmi, Wadaj a Wolof (všechny 14. stol.)). 2) Oblast meziříčí řek Limpopo a Zambezi (království Mutapa či Monomotapa (15. stol.)). 3) Konžská pánev (Konžské království (14. stol.), státy Lumbů a Lundů (15. stol.)). 4) Pásmo guinejského pobřeží (říše Ojo neboli říše Jorubů (15. stol.) a městské státy Akanů, Fonů či Eweů (12. až 15. stol.). 5) Oblast Velkých jezer (království Buňoro-Kitara (15. stol.), Buganda (14. stol.), Rwanda (15. stol.)). V jižní Africe bylo prvním státem království Mapungubwe, které existovalo mezi 11. a 12. stoletím. Po jeho pádu v regionu dominovalo království Velké Zimbabwe.

## Konec samostatného vývoje

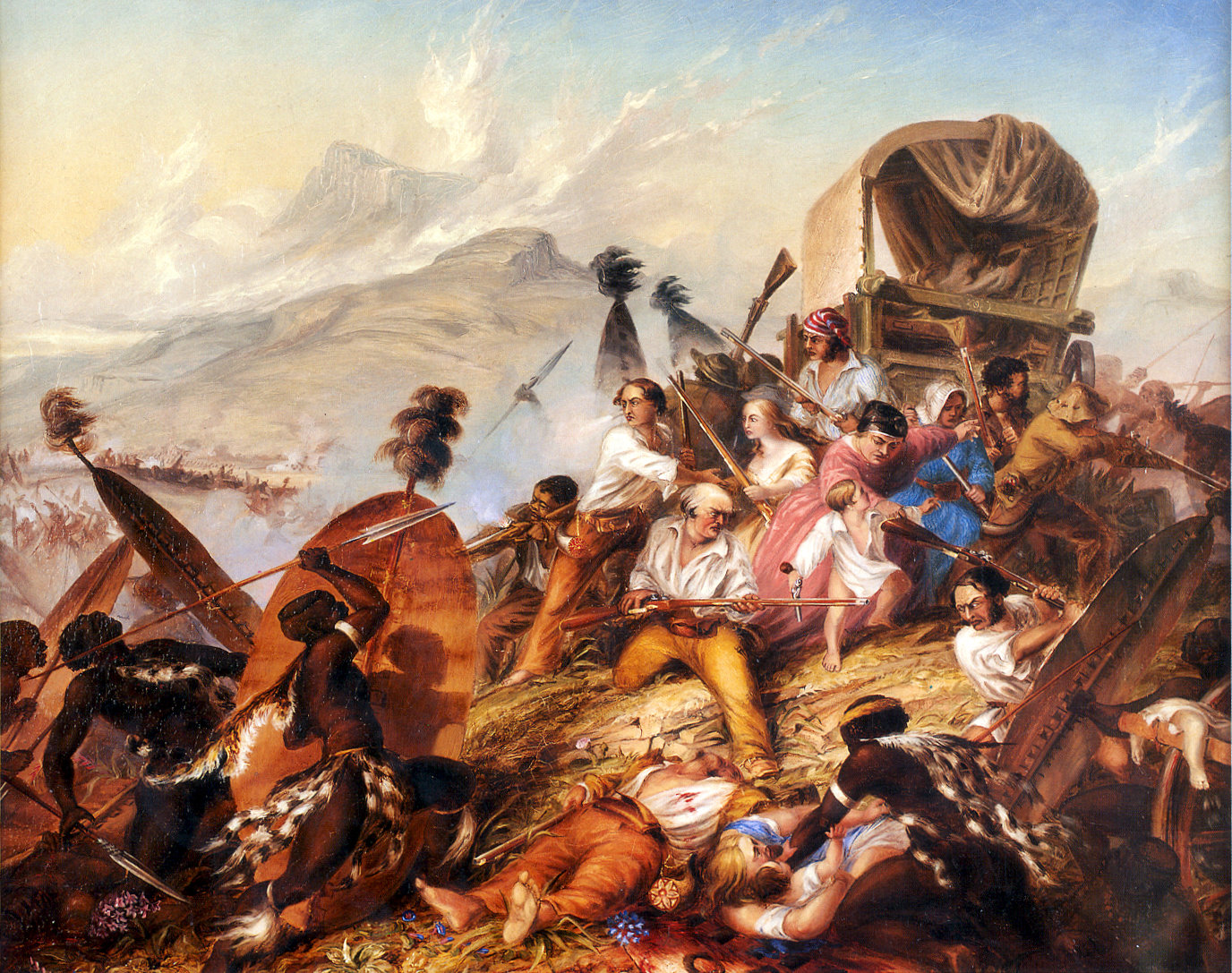
Zulové útočí na kolonu búrských osadníků v Natalu

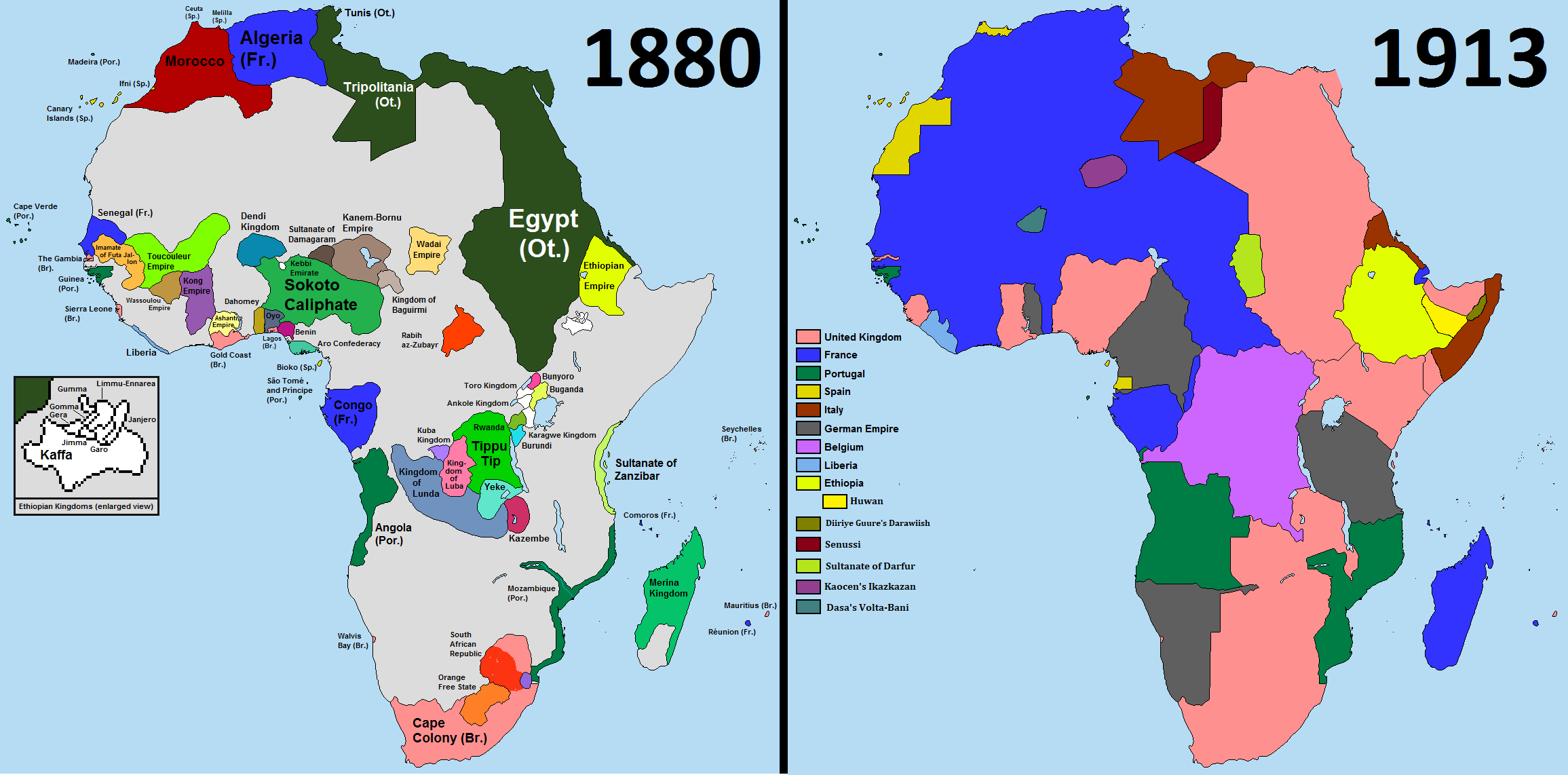
Závod o Afriku. Porovnání politické mapy z roku 1880 s rokem 1913.

Zatímco severní Afrika byla Evropanům známa již od starověku, objevování subsaharské Afriky začalo až v 15. století v tzv. Věku zámořských objevů. Evropané se soustředili především na vytváření přístavů a obchodních stanic v přímořských částech Afriky. Objevování vnitrozemí bylo v této době ponecháno arabským obchodníkům s otroky. Historici odhadují, že arabský obchod s otroky znamenal odvlečení až 18 milionů Afričanů z území navazujících na transsaharskou cestu. Evropané do vnitrozemí pronikli až v 19. století. Nicméně do obchodování s otroky se zapojili již v období raného novověku. Odhady hovoří, že mezi 15. a 19. stoletím Evropané zajali a přes Atlantik odvezli mezi 7 a 12 miliony Afričanů. Cílovou destinací byly hlavně Karibik a USA. Nicméně zájem o nové otroky v 19. století již upadal a obchod s nimi přestával být výnosný. Tomu dopomohly i nové zákony zakazující otroctví (například ve Spojeném království v roce 1833 s výjimkami a roku 1843 zcela, v USA r. 1863 apod.). Do poloviny 19. století bylo Evropany iniciováno a podepsáno padesát dohod s lokálními africkými vládci o zákazu obchodování s otroky. V Mauritánii, kde bylo otroctví zrušeno v roce 1981, žije stále až 800 000 lidí v otroctví, téměř čtvrtina obyvatel země.
Mezi lety 1881 a 1914 proběhl tzv. Závod o Afriku, kdy si evropské dobové mocnosti rozdělily 90 % území Afriky (do roku 1870 přitom zabraly pouze 10 % území). V roce 1914 byly jedinými dvěma nezávislými státy Etiopie a Libérie. Diplomatická dohoda o rozdělení Afriky byla dohodnuta na Berlínské konferenci (1884–85). Hlavními kolonizátory byly Francouzská republika, Britské impérium a Portugalské království. Svůj podíl však získaly i Belgické království, Italské království a Německé císařství.
Africké státy tím přešly do plné správy evropských mocností, které do území nasadily vlastní správce, úředníky a vojáky. V koloniích zaváděly své úřední jazyky, měny, místní názvy a zvyky. Většinu kvalifikované práce mohli vykonávat jen Evropané, kteří se rovněž stali vlastníky většiny půdy a zdrojů. Ekonomiky kolonií navázaly výhradně na své vlastní trhy. Na dříve pestře rozdělených kmenových a etnických celcích vznikaly ohromné koloniální správní celky (viz belgické, britské, francouzské, německé, italské, španělské nebo portugalské kolonie).

## 20. a 21. století

Proces africké dekolonizace v letech.

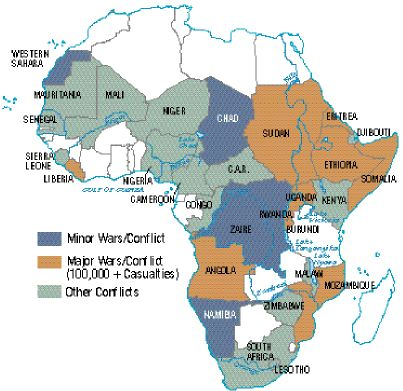
Mapa ozbrojených konfliktů v Africe v letech 1980–1996 dle jejich intenzity.

Od začátku 20. století probíhal proces dekolonizace. V roce 1910 získala, jako první koloniální stát, jistou podobu nezávislosti Jihoafrická unie. Do roku 1961 však zůstávala britským dominiem. V roce 1961 byla vyhlášena Jihoafrická republika (JAR) a potvrzena plná nezávislost na Spojeném království. Nicméně již od roku 1948 v JAR platil rasově-segregační režim apartheidu, který původní obyvatelstvo uzavíral ve vyhrazeném území tzv. bantustanů a nepřiznával jim stejná politická práva jako evropskému obyvatelstvu země. Režim padl až v roce 1994.
V získávání nezávislosti následovaly: Egyptské království (1922) a Kyrenaika (1949). První tři státy byly původně koloniemi Spojeného království, které se kolonií začalo zříkat nejdříve. V 50. letech získaly nezávislost státy: Libyjské království (1951), Súdán (1956), Tunisko (1956), Maroko (1956–1958), Ghana (1957) a Guinea (1958). Nejvíce států získalo nezávislost roku 1960 – Rok Afriky, kdy získalo nezávislost dalších 14 států. V 60. letech se tedy svých nároků musely vzdát i ostatní koloniální velmoci. Nejdéle si své kolonie drželo Portugalsko, a to až do 70. let, kdy je neochotně pustilo až po krvavých válkách.
Od 50. let 20. století se nespokojené nálady v podmaněných státech a oslabení evropských mocností po druhé světové válce obrátily v řadu bojů za nezávislost. Mnoho z nich se proměnilo do regulérních válek, například: povstání Mau Mau v Keni (1952–1960), Alžírská válka (1954–1962), portugalská koloniální válka a angolská válka za nezávislost (1961–1974), válka za nezávislost Namibie (1966–1990) a další. Války obvykle vedly k vyhlášení nezávislosti a k nedemokratickým režimům afrického nacionalismu. V logice bipolárního světa studené války se nové režimy musely přimknout k jedné z velmocí USA x SSSR. Vzhledem k nenávisti k bývalým kolonizátorům ze západní Evropy nové režimy raději volily ekonomickou a vojenskou spolupráci se SSSR podmíněnou přechodem k socialismu. Úpadek SSSR v 80. letech 20. století vedl, často tytéž vládce, kteří dříve hlásali socialismus, k příklonu k západním státům a navázání obchodních styků se západními investory.
Kvůli rozvráceným ekonomikám odstřiženým od evropských trhů, odlivu kvalifikovaných pracovníků, svárům mezi různorodými etniky uzavřenými v koloniálních hranicích a dalším problémům se dekolonizované země často propadaly do ozbrojených konfliktů a občanských válek, mimo jiné šlo o následující konflikty, které nezřídka vypukly ihned po ukončení válek za nezávislost: občanská válka v Rhodesii (1964–1979), nigerijská občanská válka (1967–1970), občanská válka v Angole (1975–2002), občanská válka v Čadu, (1979–1982) občanská válka v Mosambiku (1976–1992), občanská válka ve Rwandě (1990–1993), jež vyústila v genocidu etnika Tutsiů, první (1955–1972) a druhá súdánská občanská válka (1983–2005), občanská válka v Somálsku (1991–...), první (1996–1997) a druhá válka v Kongu (1998–2003), první (2002–2007) a druhá občanská válka v Pobřeží slonoviny (2010–2011), konflikt v Dárfúru (2003–...), válka v deltě Nigeru (2004–...) a další. Od roku 2010 se Nigérie a okolní státy potýkají s vlnou teroristických útoků islamistické skupiny Boko Haram vyznávající wahhábismus a salafíju.
Od roku 2010 otřásá arabskou severní Afrikou vlna protestů, povstání a revolucí zvaná Arabské jaro. Politické otřesy v regionu vedly k odstoupení či svržení hlav států v Egyptě, Libyi a Tunisku. V Libyi vzápětí vypukla občanská válka (2011), která vedla k pádu dosavadního režimu Muammara Kaddáfího, a následně další občanská válka (2014–...) mezi čtyřmi stranami soupeřícími o moc.
V 80. letech 19. století si evropské mocnosti rozdělili téměř celou Afriku. Jedinými nezávislými státy zůstalo Etiopské císařství a Libérie. Evropské mocnosti svým africkým koloniím vládly až do doby po druhé světová války, kdy v Africe čím dál více sílila podpora nacionalismu.

### První světová válka a meziválečné období

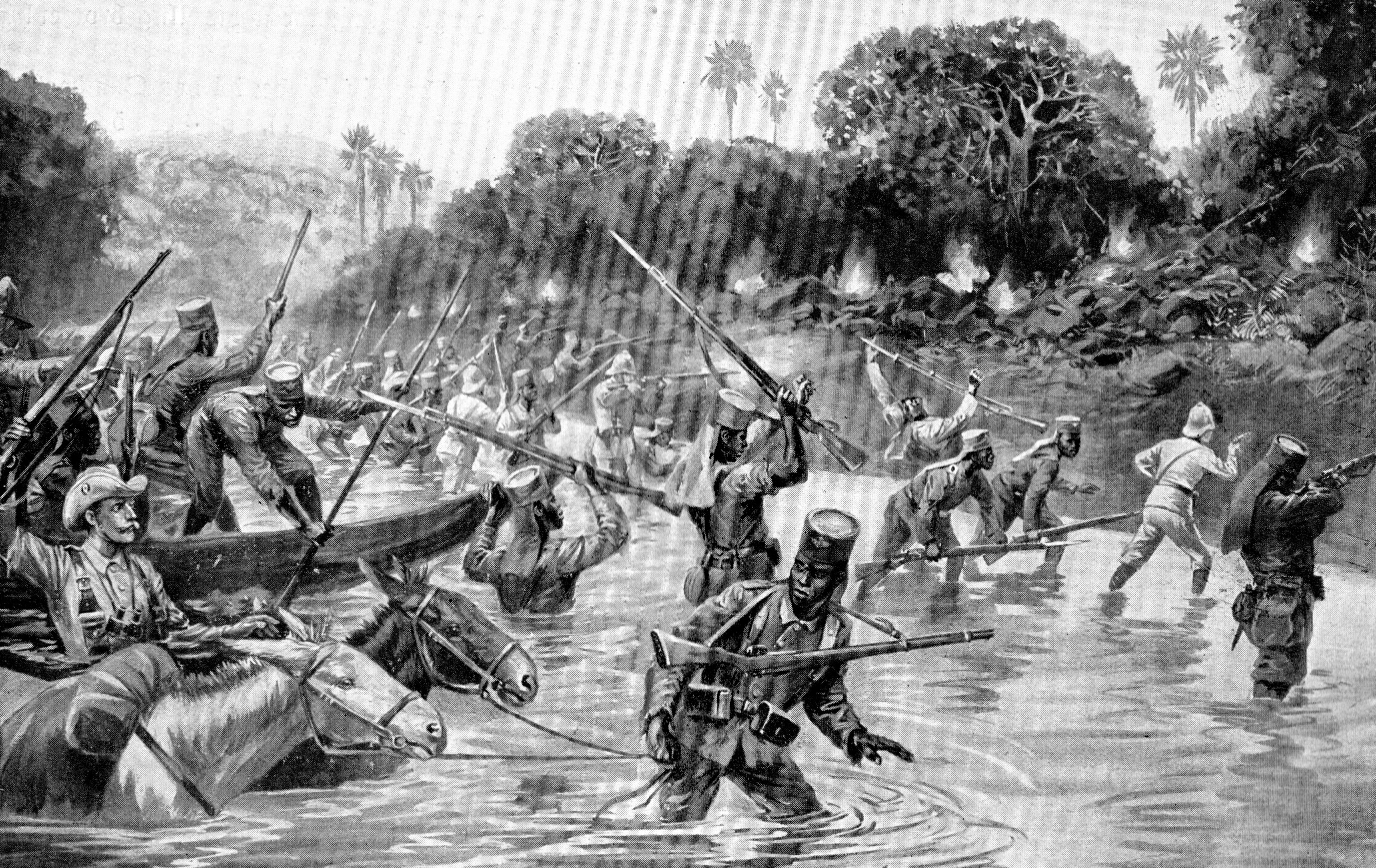
Výjev z bitvy u Ngomana, listopad 1917

Vzhledem ke skutečnosti, že většina afrického kontinentu byla pod koloniální správou evropských mocností, byly světové války významnými událostmi v dějinách Afriky. V obou světových válkách se také na africkém kontinentu bojovalo. Ještě více totální válka ovlivnila většinu afrických regionů tím, jakým způsobem byla válkou zasažena koloniální správa, například v otázce odvodů daní či přidělování zdrojů. V první světové válce proběhlo na africkém území několik válečných kampaní, včetně tažení v Togolandu, tažení v Kamerunu, tažení v jihozápadní Africe a východoafrického tažení. V každé z těchto kampaní se spojenecké síly, především britské, ale také francouzské, belgické, jihoafrické a portugalské, snažily vytlačit Němce ze svých afrických kolonií. V každém z těchto bojů byly německé síly ve výrazné menšině a díky spojenecké námořní převaze byly odříznuty od posil a zásobování. Spojenci nakonec dobyly všechny německé kolonie. Německým silám ve východní Africe se po celou dobu války dařilo oddalovat kapitulaci, ačkoliv po roce 1917 nebyly již schopné udržet žádné ze svých území. Po první světové válce správu nad bývalými německými koloniemi v Africe převzala Francie, Belgie a Britské impérium.
Po první světové válce koloniální mocnosti nadále upevňovaly svoji kontrolu nad svými africkými koloniemi. V některých oblastech, zejména v jižní a východní Africe, se velkým populacím osadníků úspěšně dařilo prosazovat přenesení dalších správních záležitostí na kolonie, na tzv. domácí vládu bílých osadníků. V mnoha případech byly osadnické režimy vůči africkému obyvatelstvu tvrdší a měly sklon vnímat domorodce spíše jako hrozbu pro svou politickou moc na rozdíl od koloniálních režimů, které se obecně snažily kooperovat s místním obyvatelstvem na ekonomické produkci. Velká hospodářská krize silně ovlivnila nesoběstačnou africkou ekonomiku, neboť většina africké produkce byla určena pro západní trh. Jak se na konci 30. let 20. století zvyšovala poptávka, došlo i k oživení africké ekonomiky.
Afrika se stala jedním z prvních míst, které ve 30. letech 20. století zažilo fašistickou územní expanzi. Itálie se pokusila o dobytí Etiopského císařství již v roce 1890, ale neuspěla a Etiopie získala nezávislost. Etiopie ležela mezi dvěma italskými koloniemi, a to Italským Somálskem a Eritreou a v říjnu 1935 byla opět napadena italskými jednotkami. S drtivou převahou obrněných jednotek i letectva obsadily italské síly v květnu 1936 hlavní město Etiopie, Addis Abebu a fakticky se prohlásily za vítěze. Etiopie byla poté sloučena s dalšími koloniemi do italské kolonie nazvané Italská východní Afrika.

### Druhá světová válka

#### Politické hledisko
Afrika je velký kontinent, který měl během druhé světové války velký strategický význam. Severní Afrika se stala dějištěm významných britských a amerických operací proti italským a německým jednotkám. Ve východní Africe probíhalo velké britské tažení proti Itálii. Geografická poloha poskytovala hlavní dopravní cesty spojující americké jednotky s regiony ležícími na Středním východě a ve Středomoří. Hojně byla využívaná i námořní trasa kolem jižní Afriky, přestože to znamenalo o čtyřicet dní delší cestu, která však umožňovala vyhnout se nebezpečné suezské oblasti. Touto cestou často putovaly i americké dodávky v rámci zákona o půjčce a pronájmu mířící do Sovětského svazu. Vnitrozemské dálkové silniční a železniční spojení usnadnilo britské válečné úsilí na kontinentu.
Jihoafrická unie měla status dominia a byla do značné míry samosprávným územím. Další britská území v Africe byly pod správou koloniálních úřadů, většinou těsně spolupracujících s místními náčelníky a králi. Italské državy byly cílem úspěšných britských vojenských kampaní. Belgické Kongo a dvě další belgické kolonie byly hlavními vývozci. Z hlediska bohatství afrických kolonií ovládali Britové nejbohatší části Afriky a hojně využívali nejen jejich geografické polohy, ale i pracovní sílu a přírodní zdroje. Civilní koloniální úředníci vynaložili zvláštní úsilí na modernizaci africké infrastruktury, podporu zemědělství, integraci koloniální Afriky v rámci světové ekonomiky a také na nábor více než půl milionu vojáků.
Před druhou světovou válkou Británie připravila pouze několik plánů na využití Afriky, ale po vypuknutí války rychle vytvořila místní velitelskou strukturu. Armáda zřídila West Africa Command, které rekrutovalo 200 tisíc vojáků. V září 1941 bylo zformováno i East Africa Command, které mělo podpořit přetížené Middle East Command. East Africa Command rekrutovalo 320 tisíc vojáků, kteří pocházeli hlavně z Tanganiky, Ugandy a Keni. Britské královské námořnictvo vytvořilo South Atlantic Command se základnou v Sieře Leone, které se stalo jedním z hlavních shromaždišť konvojů. RAF Coastal Command podnikalo v západní Africe hlavní operace zaměřené na lov ponorek Převoz letadel ze Severní Ameriky a Británie byl hlavní misí Western Desert Air Force. Během války navíc byly zformovány menší lokální velicí jednotky.
Před rokem 1939 byly vojenské posádky v celé Africe malé a většinou složené z bělochů, kteří ale s výjimkou Jihoafrické unie tvořili méně než dvě procenta místní populace. Jakmile vypukla válka, byly zformovány nové africké jednotky, a to především armádní. Noví rekruti byli většinou dobrovolníci, kteří se hlásili většinou díky úzké spolupráci s místními kmenovými vůdci. Během války vojenský žold vysoce přesahoval mzdu běžných domorodých civilistů, zvláště když se započítaly i příspěvky na bydlení, jídlo a ošacení. Nejvyšší počet místních mužů byl součástí konstrukčních jednotek, nazývaných Pioneer units, ve kterých sloužilo více než 82 tisíc vojáků. V menším měřítku provedlo nábor i letectvo a námořnictvo. Dobrovolníci především prováděli strážní službu a konstrukční práce, v menší míře pak byli zapojeni do bojových akcí. 80 tisíc mužů sloužilo na Středním východě. Vojáci byli vycvičeni podle evropských standardů, byli podrobeni i značné dávce propagandy a získaly i školení v organizaci a velení. Tyto znalosti se po roce 1945 ukázaly jako zásadní pro formování nacionalistických hnutí a hnutí za nezávislost. Během války došlo k menším epizodám nespokojenosti mezi domorodým obyvatelstvem, ale žádná neměla vážný charakter. Již před válkou byl v Jihoafrické unii afrikánský nacionalismus, ale proněmecký jihoafrický premiér byl v roce 1939 nahrazen Janem Smutsem. Ten byl nadšeným stoupencem Britského impéria. Jeho vláda úzce spolupracovala s Londýnem a vycvičila 340 tisíc dobrovolníků (z nichž bylo 190 tisíc bělochů nebo bělošských míšenců alespoň z jedné třetiny).

#### Francouzská Afrika
Již v roce 1857 založili Francouzi dobrovolnické jednotky z černošských vojáků pocházejících ze subsaharské Afriky, nazývané tirailleurs senegalais. Ty sloužily během vojenských operací v celé Francouzské koloniální říši, včetně 171 tisíc vojáků sloužících během první světové války a 160 tisíc vojáků sloužících během druhé světové války. Okolo 90 tisíc z nich se stalo válečnými zajatci Němců. Veteráni těchto jednotek hráli ústřední roli v poválečném hnutí za nezávislost francouzských kolonií.
Během druhé světové války úřady Francouzské Západní Afriky vyhlásily věrnost vichistickému režimu, stejně jak to učinilo Francouzské Kongo. Jednotky Vichistické Francie porazily invazi sil Svobodné Francie do Francouzské Západní Afriky a to ve dvou bitvách o Dakar v červenci a v září 1940. Gabon přešel pod správu Svobodné Francie po bitvě o Gabon, která se odehrála ve dne 27. října až 12. listopadu 1940, ale Francouzská Západní Afrika zůstala v rukou vichistického režimu až do listopadu 1942. V listopadu 1942 se vichistické síly pokusily vzdorovat drtivému vylodění spojenců v severní Africe v rámci operace Torch. Vichistický admirál François Darlan však náhle změnil stranu a boje skončily. Spojenci svěřili Darlanovi velení francouzských severoafrických jednotek výměnou za podporu Francouzské Severní Afriky i Francouzské Západní Afriky. V prosinci 1942 byl Darlan zavražděn a dvě frakce Svobodných Francouzů vedené Charlesem de Gaullem a Henrim Giraudem, se utkaly o moc. Nakonec zvítězila de Gaullova frakce.

#### Vojenské hledisko
Vzhledem k tomu, že Německo ztratilo všechny své africké kolonie již po první světové válce, nebojovaly německé jednotky na africkém území až do 10. června 1940. Do doby, kdy se Itálie připojila k válce a získala kontrolu nad Libyí. Po pádu Francie 25. června 1940 byla většina francouzských kolonií v severní a západní Africe ovládána vichistickou vládou, ačkoliv po svedených bitvách mezi vichistickými jednotkami a jednotkami Svobodné Francie, padla značná část střední Afriky do rukou Svobodné Francie.
Během tažení v Západní poušti se italské síly pokoušely z Libye obsadit Egypt ovládaný v té době Brity. Současně ve východoafrickém tažení obsadily italské síly Britské Somálsko a některé britské základny v Keni a v Kondominiu Anglo-egyptském Súdánu. Když italské snahy o dobytí Egypta, včetně klíčového Suezského průplavu, neuspěly, nebyli Italové schopni obnovit dodávky do Italské východní Afriky. Bez schopnosti získat posily a obnovit zásobování a v obklíčení spojeneckými državami, byla Italská východní Afrika dobyta v roce 1941 především britskými a jihoafrickými jednotkami. Ani v severní Africe se Italům vojensky nedařilo a brzy museli požádat o pomoc Němce. Ti do Afriky vyslali značnou sílu pod velením generála Erwina Rommela. S německou pomocí získaly síly Osy v severní Africe převahu a dvakrát se pokusily porazit britskou obranu u El Alameinu, ale ani jednou neuspěly.
Na konci roku 1942 se spojenecké síly, především Američané a Kanaďané, vylodily v severní Africe v rámci operace Torch. Vylodily se na území ovládaném vichistickou Francií a francouzské vichistické síly se zpočátku po vylodění postavily spojeneckým jednotkám na odpor. Ale nakonec po třech dnech boje ustaly. Otevření této druhé fronty pomohlo uvolnit německý tlak na Brity bránící Egypt. Britské jednotky tak mohly začít Němce tlačit na západ, aby se setkaly s jednotkami, které se vylodily v Maroku. Obsazením Tuniska během tuniského tažení v květnu 1943 skončila válka v Africe. Poté se jediné další významné vojenské operace druhé světové války odehrály ve francouzské kolonii Madagaskar, kam v květnu 1942 vpadly britské jednotky, aby tak znemožnily lodím sil Osy využívat místní přístavy. Spojenci se obávali i využití místních přístavů japonským námořnictvem, které při svém postupu dosáhlo východní části Indického oceánu. V listopadu 1942 se francouzská posádka na Madagaskaru vzdala.